# Pomnik Najświętszego Serca Pana Jezusa w Grodzisku Wielkopolskim
Pomnik Najświętszego Serca Pana Jezusa – pomnik zbudowany w Grodzisku Wielkopolskim z inicjatywy ks. Zygmunta Humerczyka i Mieczysława Maja.

## Historia
Pierwsze starania o powstanie takiego pomnika podjęto już w okresie międzywojennym z inicjatywy ówczesnego burmistrza miasta Romana Mazurkiewicza i miejscowego duchowieństwa. W 1937 r. dokonano aktu ofiarowania miasta Najświętszemu Sercu Jezusowemu. Następnie powołano społeczny komitet budowy pomnika, a poznański artysta Jan Żok wykonał jego projekt. Starania te przerwał jednak wybuch II wojny światowej.
W 1997 r. odnowiono akt oddania miasta i mieszkańców Najświętszemu Sercu Jezusowemu. Powrócono także do pomysłu budowy pomnika, który znalazł swoich rzeczników w osobie emerytowanego już wtedy księdza Zygmunta Humerczyka i Mieczysława Maja. W listopadzie 2001 r. powołano społeczny komitet budowy pomnika i rozpoczęta sprzedaż cegiełek w celu pokrycia kosztów budowy. Ostatecznie ks. Zygmunt Humerczyk ofiarował na ten cel 40 tys. zł, co stanowiło prawie połowę potrzebnej kwoty.
W dniu 27.06.2003 r. arcybiskup Stanisław Gądecki dokonał uroczystego poświęcenia pomnika, który stanął na Placu Anny, w miejscu nieistniejącego już kościoła św. Anny. Ks. kan. Zygmunt Humerczyk zmarł kilka dni później. 